# جانی آرنولد
جانی آرنولد (انگلیسی: Johnny Arnold; ۳۰ نوامبر ۱۹۰۷ – ۴ آوریل ۱۹۸۴) بازیکن کریکت، و بازیکن فوتبال اهل بریتانیا بود.
از باشگاه‌هایی که در آن بازی کرده‌است می‌توان به باشگاه فوتبال آکسفورد سیتی، باشگاه فوتبال ساوت‌همپتون، و باشگاه فوتبال فولام اشاره کرد.